# Liste der Träger des Ehrenrings der Stadt Eckernförde
Die Liste der Träger des Ehrenrings der Stadt Eckernförde führt die Personen auf, die mit dem Ehrenring der schleswig-holsteinischen Stadt Eckernförde in Deutschland ausgezeichnet wurden.
Der aus Gold bestehende Ehrenring trägt auf einem blauen Stein in schwarzer Zeichnung das Wappen der Stadt Eckernförde. Auf der Innenseite des Rings sind die  Worte „Stadt  Eckernförde“ sowie das Datum der Verleihung eingraviert. Er wird an Bürgerinnen und Bürger, die sich um die Stadt verdient gemacht haben, verliehen.
| Jahr der Verleihung | Name des Trägers      |
| ------------------- | --------------------- |
| 1968                | Hans Ohm              |
| 1969                | Kurt Schulz           |
| 1970                | Erich Stief           |
| 1970                | Martin Krebs          |
| 1978                | Horst Mambrey         |
| 1978                | Johannes Junge        |
| 1978                | Hermann Beltermann    |
| 1982                | Klaus Jung            |
| 1982                | Jürgen Anbuhl         |
| 1984                | Karl Büsing           |
| 1987                | Hans Jessen           |
| 1989                | Joachim Kandzora      |
| 1998                | Klaus Buß             |
| 2000                | Hans Jörg Petersen    |
| 2002                | Ingrid Ehlers         |
| 2008                | Klaus Witzig          |
| 2013                | Georg Bicker          |
| 2018                | Martin Klimach-Dreger |
| 2022                | Jörg Sibbel           |
| 2023                | Karin Himstedt        |